# Mudanjiang
Mudanjiang (kinesisk: 牡丹江; pinyin: Mǔdānjiāng; Wade-Giles: Mǔ-tān-chiāng) er en by på præfekturniveau i provinsen Heilongjiang i det nordøstlige Kina. Befolkningen i hovedbyen anslås (31. december 2001) til 666.000, mens hele præfekturet har 2,7 millioner indbyggere, og er areal på 40.435 km2. 
Bypræfekturet har stor handel med Rusland, som det grænser til mod øst.
Mudanjiang var hovedstad i den tidligere provins Sungkiang.
Byen er et trafikknudepunkt. Den ligger kun 160 km fra Vladivostok, der er det østlige Ruslands vigtigste by. 
Byen ligger ved floden Mudan Jiang, der er en biflod til Songhua; Jingposøen er en attraktion i bypræfekturet. Den er kendt for sine kalkklipper, ferskvandskoraler og sit turkisfarvede vand med 40 fiskearter.

## Administrative enheder
Mudanjiang bypræfektur har jurisdiktion over 4 distrikter (区 qū), 4 byamter (市 shì) og 2 amter (县 xiàn). 
| Kort                 | Kort     | Kort     | Kort          | Kort                   | Kort        | Kort      |
| -------------------- | -------- | -------- | ------------- | ---------------------- | ----------- | --------- |
| Kort over Mudanjiang |          |          |               |                        |             |           |
| #                    | Navn     | Hanzi    | Pinyin        | Befolkning (2003 est.) | Areal (km²) | Indb./km² |
| Distrikter           |          |          |               |                        |             |           |
| 1                    | Aimin    | 爱民区   | Àimín Qū      | 230 000                | 359         | 641       |
| 2                    | Dong'an  | 东安区   | Dōng'ān Qū    | 180 000                | 566         | 318       |
| 3                    | Yangming | 阳明区   | Yángmíng Qū   | 160 000                | 358         | 447       |
| 4                    | Xi'an    | 西安区   | Xī'ān Qū      | 210 000                | 325         | 646       |
| Byamter              |          |          |               |                        |             |           |
| 5                    | Muling   | 穆棱市   | Mùlíng Shì    | 330 000                | 6 094       | 54        |
| 6                    | Suifenhe | 绥芬河市 | Suífēnhé Shi  | 60 000                 | 427         | 141       |
| 7                    | Hailin   | 海林市   | Hǎilín Shì    | 440 000                | 9 877       | 45        |
| 8                    | Ning'an  | 宁安市   | Níng'ān Shì   | 440 000                | 7 870       | 56        |
| Amter                |          |          |               |                        |             |           |
| 9                    | Dongning | 东宁县   | Dōngníng Xiàn | 210 000                | 7 368       | 29        |
| 10                   | Linkou   | 林口县   | Línkǒu Xiàn   | 450 000                | 7 191       | 63        |

## Trafik
Kinas rigsvej 201 fører gennem området. Den begynder i Hegang i provinsen Heilongjiang og fører via blandt andet Mudanjiang og Dandong mod syd til Liaodonghalvøen til Lüshunkou/Dalian.
Kinas rigsvej 301 fører gennem området. Den går fra Suifenhe i Heilongjiang via blandt andet Mudanjiang, Harbin og Qiqihar til Manzhouli i Indre Mongoliet.
44°35′10″N 129°35′59″Ø / 44.58611°N 129.59972°Ø